# Lamborghini Islero 400 GTS
Lamborghini Islero 400 GTS – sportowy model Lamborghini, produkowanym w latach 1969 - 1970. Został zaprezentowany 31 maja 1969. 
Lamborghini Islero 400 GT był produkowany przez rok. Po wyprodukowaniu 125 szt. firma postanowiła udoskonalić auto. Z tego wszystkiego powstało Islero 400 GTS bardziej znane jako S. Nadwozie tego modelu zostało wykonane przez firmę Carrozzeria Marazzi 8 II 1969. 
Islero 400 GTS zachowało tę samą, stalową ramę. Nadwozie uległo jedynie niewielkim zmianom stylistycznym: powiększono wlot powietrza na masce oraz wycięto wloty powietrza za kołami. Z tyłu umieszczono literę S w kształcie błyskawicy. Projektanci poprawili również nieco niedopracowane wnętrze. Przekonstruowano całą deskę rozdzielczą. Panel zegarów został wykończony drewnem oraz zastosowano nowocześniejsze przyciski. Klimatyzacja nadal pozostała w standardzie, podobnie jak elektryczne szyby. Jednak nic nie poprawiło się w kwestii przestronności na tylnej kanapie - nadal Islero pozostało coupe 2+2. Moc silnika V12 zwiększono z 239 kW (325 KM) do 257 kW (350 KM). Zmodernizowano tylne zawieszenie, ponieważ poprzednik miał problemy ze stabilnością przy ruszaniu i hamowaniu. Powstało 100 szt. Islero 400 GTS. Jego następcą jest model Jarama.

## Dane techniczne

### Silnik
- V12 3,9 l (3929 cm³), 2 zawory na cylinder, DOHC
- Układ zasilania: sześć gaźników Weber 40 DCOE 20-21
- Średnica cylindra × skok tłoka: 82,00 mm × 62,00 mm
- Stopień sprężania: 10,8:1
- Moc maksymalna: 350 KM (257 kW) przy 7500 obr./min
- Maksymalny moment obrotowy: 393 N•m przy 5500 obr./min
- Maksymalna prędkość obrotowa silnika: 7900 obr./min

### Osiągi
- Przyspieszenie 0-100 km/h: 6,2 s
- Czas przejazdu pierwszego kilometra: 25,4 s
- Prędkość maksymalna: 260 km/h